# Нову-Арипуанан

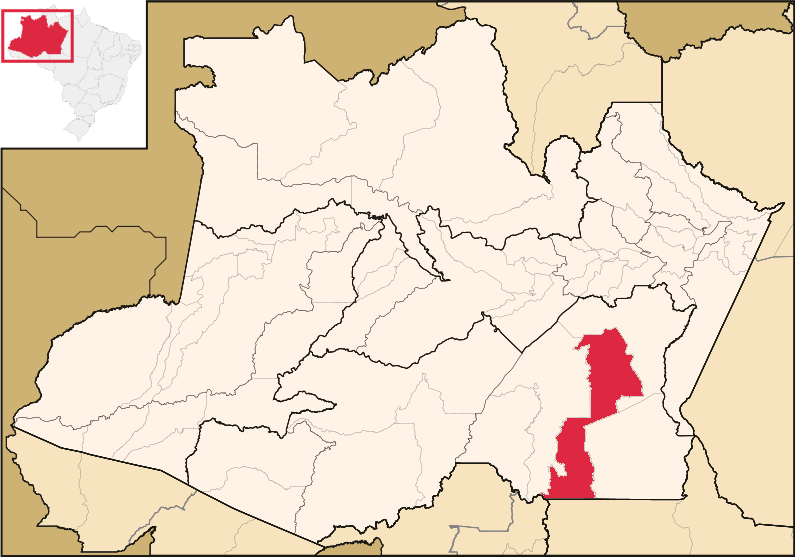
Нову-Арипуанан на карте штата.

Нову-Арипуанан (порт. Novo Aripuanã) — муниципалитет в Бразилии, входит в штат Амазонас. Составная часть мезорегиона Юг штата Амазонас. Входит в экономико-статистический микрорегион Мадейра. Население составляет 21 451 человек на 2010 год. Занимает площадь 41 166,85 км². Плотность населения — 0,52 чел./км².

## Границы
Муниципалитет граничит:
- на севере —  муниципалитет Борба
- на востоке —  муниципалитеты Борба, Апуи
- на юге —  штат Мату-Гросу
- на западе —  муниципалитет Маникоре

## Демография
Согласно сведениям, собранным в ходе переписи 2010 г. Национальным институтом географии и статистики (IBGE), население муниципалитета составляет:
| Полное население                               | Полное население                               | Полное население                               | Полное население                               | 21 451 |
| ---------------------------------------------- | ---------------------------------------------- | ---------------------------------------------- | ---------------------------------------------- | ------ |
| в том числе:                                   | Городское население                            | 14 074                                         | Процент городского населения, %                | 65,61  |
|                                                | Сельское население                             | 7377                                           | Процент сельского населения, %                 | 34,39  |
|                                                | Мужское население                              | 11 429                                         | Процент мужского населения, %                  | 53,28  |
|                                                | Женское население                              | 10 022                                         | Процент женского населения, %                  | 46,72  |
| Плотность населения, чел/км²                   | Плотность населения, чел/км²                   | Плотность населения, чел/км²                   | Плотность населения, чел/км²                   | 0,52   |
| Население муниципалитета в % к населению штата | Население муниципалитета в % к населению штата | Население муниципалитета в % к населению штата | Население муниципалитета в % к населению штата | 0,62   |

По данным оценки 2015 года, население муниципалитета составляет 24 315 жителей.

## Важнейшие населенные пункты
| № | Населённый пункт | Населённый пункт (порт.) | Категория | Население чел. (2010) | На карте                       |
| - | ---------------- | ------------------------ | --------- | --------------------- | ------------------------------ |
| 1 | Нову-Арипуанан   | Novo Aripuanã            | город     | 14 074                | 5°07′33″ ю. ш. 60°22′30″ з. д. |